# پیر کاسینیار
پیر کاسینیار (به فرانسوی: Pierre Cassignard) (زاده ۱۹ دسامبر ۱۹۶۵ – درگذشته ۲۰ دسامبر ۲۰۲۱) بازیگر فرانسوی بود.
از فیلم‌های معروف او می‌توان به بازی در فیلم عروسک‌های روسی اشاره کرد.